# Anton Averkamp
Antonius Josephus (Anton) Averkamp (Cabauw, Willige Langerak, 18 februari 1861 – Bussum, 1 juni 1934) was een Nederlands zanger, muziekpedagoog, dirigent en componist.

## Leven
Hij werd geboren binnen het gezin van hoofdonderwijzer Johannes Theodorus Averkamp en Anna Catharina Maria Neuhuijs. Hij trouwde in 1895 met een koopmansdochter, de alt Maria Henrica Petronella Mol (Utrecht, 25 juli 1863 – aldaar, 19 december 1919). Zij zong na haar huwelijk nog in 1896 tijdens een concert met Julius Röntgen (piano) en Joseph Cramer (viool). Het huwelijk bleef kinderloos.
Averkamp was voorbestemd om handelaar te worden. Hij ging op kantoor werken, maar zag daar zijn toekomst niet. Hij probeerde zijn pianospel, dat in de kiem aanwezig was, te verbeteren. Hij zou een behoorlijke tijd van scholing krijgen. Allereerst zag componist Daniel de Lange zijn talenten en gaf hem vier jaar les. Daarna was het de beurt aan Friedrich Kiel in Berlijn (Universiteit voor de Kunsten) om hem de muziektheorie bij te brengen. Kiel werd ziek en Averkamp volgde zijn verdere opleiding in München. Door bemiddeling van Johan Messchaert kon hij daar in 1884 terecht aan de Akademie der Tonkunst. Docenten aldaar waren Joseph Rheinberger, Hans Hasselbeck en Adolph Schimon. Toen hij deze studie had afgerond keerde Averkamp terug naar Amsterdam. Hij ging zanglessen geven aan de Toonkunstmuziekschool. Hij was daar de opvolger van Messchaert, maar nam ook extra lessen bij die bariton. Averkamp is weinig als zanger opgetreden, al vroeg richtte hij zich op muziekonderwijs en koordirectie. Hij raakte in conflict met zijn leermeester De Lange en richtte een eigen muziekschool op aan de Willemsparkweg. Daar leidde hij leerlingen op zoals Frits van Duinen, Hugo Nolthenius en Jacques Urlus. In 1919 trok Averkamp in bij de Toonkunstmuziekschool in Utrecht. Hij was er de opvolger van Johan Wagenaar en werd in 1933 zelf opgevolgd door Jan van Gilse. Zijn gezondheid liet hem toen in de steek.
In aanvulling op genoemde werkzaamheden nam Averkamp zitting in allerlei commissies op het gebied van muziek. Hij was tevens van 1897 bestuurslid en vanaf 1927 tot aan zijn dood voorzitter van de Vereeniging voor Noord-Nederlandsche Muziekgeschiedenis. Hij schreef verhandelingen over muziektheorie in "Van onzen Tijd", "Caecilia" en "Euphonia". Zijn interesse strekte zich daarbij vooral uit tot zang- en kerkmuziek vanaf de 15e eeuw. Er verschenen muziekrecensies van zijn hand in De Amsterdammer en er verscheen een aantal boekwerken. De theorie van de “oude” zangkunst kon hij in praktijk brengen als dirigent van een aantal koren. Met name in de jaren negentig van de 19e eeuw was hij daarin actief. Zo was er het Klein-Koor a Cappella en een Utrechts a capellakoor. Hij liet ze materiaal zingen van Guillaume Dufay (15e eeuw) tot Alphons Diepenbrock (vroeg 20e eeuw). Hij kon daarbij gebruik maken van bekende zangers als Johan Messchaert, Aaltje Noordewier-Reddingius en ook van zijn leerlingen. In 1919 hield het Utrechtse koor op te bestaan, hij moest zich op Amsterdam concentreren.
Hij overleed aan een hartkwaal in zijn woning in Bussum.

## Werken

### Muziek
Hij vond in al die jaren en werkzaamheden tijd om enkele werken op papier te zetten:
- opus 1: Sechs Lieder für eine Singstimme
  - Nach und nach
  - Heimkehr
  - Haidenacht
  - Liebesfrühling
  - Ihr Grab
  - Es stand ein Veilchenstrauss
- opus 2: Sonate für Violine und pianoforte, uitgegeven in Bremen
- opus 3: Drei Gedichte für dreistemmige Frauenchor, tekst Peter Cornelius
- opus 4: Das Paradies für eine Singstimme, tekst van Rupert Johann Hammerling
- opus 5: Ze sgedichten van Helene Swarth
- opus 6: Bethlehem voor tenor, bariton en mannenkoor met orgel- of pianobegeleiding, tekst Antheunis
- opus 7: Elaïne und Lancelot, symfonische ballade voor symfonieorkest; opgedragen aan Wouter Hutschenruyter en het Stedelijk Orkest Utrecht;
- opus 8: Decora Lux, voor vier solisten, gemengd koor en orkest
- opus 9: Nacht, voor mannenkoor
- opus 10: Zes liederen voor sopraan of tenor, tekst Felix Rutten
- opus 11: Hymnus adstant angelorum chori
- opus 12.2: Kerstlied, voor zangstem met orgel- of pianobegeleiding, tekst Anna Anghina
- Ouverture Tancred voor orkest
- Symfonie voor groot orkest
- De Reien naar Joost van den Vondel
- Traumkönig und sein Lieb, voor gemengd koor en orkest
- Die Versunkene Burg, voor mannenkoor en orkest
- De Heidebloem (1902), een opera tekst van Gijsbert Lovendaal
- Vijf geestelijke liederen uit Een Duytsch musyck boeck
- Zeven wereldlijke liederen
- Juffert Joosten, tekst Nicolaas Beets
- De wilgen, voor driestemmig vrouwen- of kinderkoor met pianobegeleiding:
- ’t Minnegoodtje, tekst, Pieter Cornelisz Hooft

#### Uitvoeringen
Vier van zijn werken haalden uitvoeringen in het Concertgebouw:
- Een concertstuk in 1890, dirigent was Frans Coenen
- Elaïne und Lancelot, première 16 maart 1898, in Utrecht[2] werd van 1900 tot 1909 aldaar minstens negen keer uitgevoerd, een keer onder leiding van Hutschenruyter, een keer onder leiding van de componist, drie keer onder Willem Mengelberg, vier keer onder Cornelis Dopper; op 28 augustus 1902 werd het uitgevoerd tijdens de Promsconcerten
- De heidebloem, de ouverture, in 1911 en 1912 door de componist en Mengelberg;
- Das Paradies: in 1912 onder dirigent Evert Cornelis met solist Johanna Benjaminse

### Publicaties
- Marschen in gebruik bij het Nederlandsche leger gedurende dens Spaanschen successie-oorlog 1702-1713
- Gedenkschrift van het ,,Klein-Koor A Cappella", 1890-1900', in Tijdschrift der Vereeniging van Noord-Nederlands Muziekgeschiedenis 7 (1904) 43-70;
- Uit mijn practijk (Groningen, 1916);
- De zangkunst en hare sterren ('s-Gravenhage, [1928]);
- Grootmeesters der toonkunst ('s-Gravenhage, [1930]);
- De koordirigent (Hilversum, [1933]);
- Beknopte geschiedenis van de koorzang. Herzien en uitgebreid. door Evert Elsenaar (Hilversum, [1951]).
- In memoriam voor Julius Röntgen en een in memoriam voor S. van Milligen, een In memoriam voor D.F. Scheurleer

- Bibliothèque nationale de France: cb16311227j (data)
- Biografisch Portaal: 46417616
- Digitale Bibliotheek voor de Nederlandse Letteren: aver002
- Gemeinsame Normdatei: 116389397
- International Standard Name Identifier: 0000 0000 4031 4005
- Library of Congress Control Number: no93016076
- MusicBrainz: 07c27e4c-4140-45fc-9543-6791ce537f22
- Nationale Bibliotheek van Israël: 987011295873805171
- Nederlandse Thesaurus van Auteursnamen: 071021884
- Virtual International Authority File: 20430652
- WorldCat: E39PBJbxB6McKYBJXWPjjBFVG3